# San Giuliano di Puglia
San Giuliano di Puglia là một thị trấn và comune ở tỉnh Campobasso, vùng Molise, Ý.